# Ingo Nöther
Ingo Nöther (* 12. Februar 1944 in Teplitz-Schönau, Reichsgau Sudetenland) ist ein deutscher Bibliothekar.

## Leben und Wirken
Ingo Nöther studierte Germanistik und Evangelische Theologie an der Universität Hamburg. Nach seinem Staatsexamen für den höheren Schuldienst 1969 promovierte er dort 1970 im Fach Germanistik zum Dr. phil. Anschließend trat er als Bibliotheksreferendar an der Staats- und Universitätsbibliothek Hamburg in die Ausbildung für den höheren Bibliotheksdienst und legte am Bibliothekar-Lehrinstitut des Landes Nordrhein-Westfalen 1972 die Fachprüfung hierfür ab. Im Jahre 1976 promovierte Nöther zum zweiten Mal an der Universität Hamburg im Fach Theologie zum Dr. theol. Von 1973 bis 1978 war er dann als wissenschaftlicher Bibliothekar an der Staats- und Universitätsbibliothek Hamburg tätig und wechselte anschließend nach Berlin an das Deutsche Bibliotheksinstitut, dessen stellvertretender Direktor er seit 1981 war.
Neben seinen beiden Dissertationen beschäftigte sich Nöther mit der Bibliotheksklassifikation für Öffentliche Bibliotheken und erarbeitete zusammen mit Tilo Brandis den ersten Band des „Handbuch der Handschriftenbestände in der Bundesrepublik Deutschland“, der vom Deutschen Bibliotheksinstitut herausgegeben wurde.

## Veröffentlichungen
- Die geistlichen Grundgedanken im Rolandslied und in der Kaiserchronik (= Geistes- und sozialwissenschaftliche Dissertationen, Bd. 2). Lüdke, Hamburg 1970 (Dissertation Universität Hamburg).
- Luthers Übersetzungen des zweiten Psalms. Ihre Beziehungen zur Übersetzungs- und Auslegungstradition, zur Theologie Luthers und zur Zeitgeschichte (= Hamburger philologische Studien, Bd. 41). Buske, Hamburg 1976, ISBN 3-87118-229-X. (Dissertation Universität Hamburg).
- Informationsmarkt und Bibliotheken. Ein Bericht zu Tendenzen der Kommerzialisierung des Informationswesens. Deutsches Bibliotheksinstitut, Berlin 1982.
- Informationsmarkt und Bibliotheken. Zusammenfassung eines Berichts zu Tendenzen der Kommerzialisierung des Informationswesens. In: Bibliotheksdienst, Bd. 16 (1982), S. 342–351.
- (mit Elisabeth Simon u. Hildegard Bronsch): Die bibliothekarische Auslandsstelle. Deutsches Bibliotheksinstitut, Berlin 1983.
- (Bearb., mit Tilo Brandis): Handbuch der Handschriftenbestände in der Bundesrepublik Deutschland. Bd. 1. Harrassowitz, Wiesbaden 1992, ISBN 3-447-03228-6.
- Modell einer Konkordanz-Klassifikation für Systematische Kataloge. Zwei Teile. In: Bibliotheksdienst, Bd. 28 (1994), S. 15–33 u. S. 175–187.
- (Hrsg.): Wir sprengen den Reichstag. Die vollständigen Aufzeichnungen des Boris Jarnak. Roman. R. G. Fischer, Frankfurt 1996, ISBN 978-3-89501-370-6.
- Modell einer internationalen Konkordanzklassifikation. In: Klassifikationen für wissenschaftliche Bibliotheken.  Analysen, Empfehlungen, Modelle (= DBI-Materialien, Bd. 175). Deutsches Bibliotheksinstitut, Berlin 1994, S. 103–325.
- (Bearb., mit Kathrin Lehmann): Allgemeine Systematik für Öffentliche Bibliotheken (ASB). Gliederung und Alphabetisches Schlagwortregister. Bock u. Herchen, Bad Honnef 1999, ISBN 3-87068-616-2.
- Möglichkeiten der Kürzung und Strukturierung von DDC-Notationen. In: Einführung und Nutzung der Dewey Decimal Classification (DDC) im deutschen Sprachraum. Die Deutsche Bibliothek, Frankfurt/M. 2000, S. 50–55.